# Людовіт Чернак
Людовіт Чернак (словац. Ľudovít Černák, 12 жовтня 1951, Глінік-над-Гроном) — словацький політик, інженер-електрик, металург, двічі міністр економіки (1992–1993, 1998–1999), бізнесмен.

## Навчання та робота[1]
Після навчання на факультеті електротехніки SVŠT у Братиславі, з 1979 року був аспірантом на факультеті металургії Технічного університету в Кошицях.
У 1975–1992 роках працював на v заводі Словацького національного повстання в місті Ж'яр-над-Гроном на різних посадах. У вересні 1989 року одним із перших в країні був обраний генеральним директором.
Після завершення тримісячного навчання менеджменту у Великій Британії в коледжі Сандвелл у 1990 році, він став членом-засновником Конфедерації промисловості Словацької Республіки та був її головою.

## Політична кар'єра
- член Комуністичної партії, відповідальний за проведення партійної політики протягом листопада 1989 року на Заводі СНП.
- член Словацької національної партії (СНД) з 1990 року[2].
- 1992 – 1993 — міністр економіки
- 1992 рік – 1994 — голова СНП
- 3 вересня 1994 року – 1995 засновник (разом з Міланом Янічіною), голова Національно-демократичної партії — Нова альтернатива[3][4]
- 1995 – 1997 — член і президент Демократичного Союзу
- 1998 — ? член СДК, начальник штабу
- 1998 – 1999 — міністр економіки

## Бізнес
Чернак був присутній при поділі федеральної власності на початку 1990-х років і хвалився, що завдяки йому Чехословацький комерційний банк залишився чехословацьким.
Ім'я Чернак також згадувалося під час приватизації Nafta Gbely (1996), коли він назвав це «аферою століття», а також під час передачі Індустріального банку з державних у приватні руки. Після цих випадків він пішов у відставку і залишився тільки в бізнесі. У квітні 2000 року заснував Sitno Holding, a.s, де став головою ради директорів.
Наприкінці 2004 року він придбав 100 % акцій футбольного клубу «Слован» (Братислава) і обійняв посаду голови клубу. Його родина керувала командою до 2009 року, коли він повернувся до європейських змагань, а потім був проданий Івану Кмотріку.
У 2012 році фінансисти «Істрокапіталу» (Енерготранс з портфеля «Істрокапітал Маріо Гофманна») та «Славія Капітал» разом із Чернаком оголосили про створення інженерної групи «Sitno» з амбітними планами. Однак не всі з них вийшли, тому донька заснувала 2005 SITNO HOLDING Real Estate, a.s.